# Абатур-мурза
Абатур-мурза (мурза Абатур, мурза Батур) — полулегендарный ордынский мурза, якобы выехавший из Большой Орды в Рязанское княжество в 1408 году при великом князе Федоре Ольговиче и принял крещение с именем Мефодий. Крестил его епископ Рязанский и Муромский Ефросин Звенец. Имя состоит из титула Мурза (сын князя, сын эмира) и собственного имени Батыр (храбрый, герой, силач = русскому Богатырь).

## История
В Лицевом летописном своде XVI века записано:
«В 6917 [1408] году в 6 день сентября. Князь Иван Владимирович Пронский пришёл из Орды от царя Булат-Салтана с жалованной грамотой и дарами на Русь и сел в Пронске, а вместе с ним пришёл посол царя».
В 1408 году поддерживал князя Ивана Владимировича, который вернулся из Орды с ханским ярлыком на отчину и дедину, Иван Владимирович напал с ордынцами на Переяславль-Рязанский, выгнал из него Фёдора Ольговича и сел на обоих княжениях, рязанском и пронском.
Похоронен в Солотчинском Рождества Богородицы монастыре в Рязани.
Его сын Глеб Мефодьевич Батуринич был боярином при великом князе Иване Фёдоровиче. Сохранились жалованные грамоты великого князя Ивана Фёдоровича, датируемые 1427—1456 годов, данные Глебу Батуриничу на Гужевскую околицу и его куплю — вотчину Григория Чурляева, а также сохранилась жалованная грамота выданная его сыну Семёну Глебовичу на его куплю — пожни Мещерские и селище Дьяковлевское в Рязанском княжестве.
Потомки Абатура-мурзы занимали высокие должности при дворе великих Рязанских князей и образовали несколько родов. Леонтьевы и Петровы-Соловово в гораздо более поздних родословцах указывали его, как родоначальника, также от его потомков произошёл род Петровы.

## Семья
В Русской родословной книге имеется родословная роспись фамилий идущих от мурзы Батура:
1. Мурза Батур (начало XV века)[1].
2. Пестун[8], впоследствии Боярин Глеб Мефодьевич Батуринич — упоминается в 1427—1456 годах[9] (по письменным документам, умер до 1512 г.)[10].
3. Анисифор, Александр и окольничий великого рязанского князя — Семён Глебович.
4. Степан Анисифорович.
5. Фёдор Степанович.
6. Пётр и Леонтий Фёдоровичи. От Петра пошли Петровы, а от Леонтия и его жены Прасковьи Ивановны Раевской пошли Леонтьевы.
7. Тимофей Петрович Петров.
8. Иван Тимофеевич Петров, прозванный Соловой. Его потомки, для отличия от других ветвей Петровых, стали писаться Петрово-Соловово. Окольничий Михаил Тимофеевич (ум. 1582) и Алексей Тимофеевич, воевода на Тюмени[11][12].